# Maroilles (queso)
Maroilles (también conocido como Marolles) es un queso de leche de vaca, elaborado en las regiones de Picardía y Norte-Paso de Calais en el norte de Francia, en los departamentos de Aisne y de Norte. Deriva su nombre de la localidad de Maroilles en la región en la que aún es manufacturado. Es un queso AOC desde 1976 y que ha obtenido DOP por Reglamento (CE) n.º 1107/96.

## Historia
Se considera que el primero en elaborar el Maroilles fue en 962 un monje en la Abadía de Maroilles, cerca de Lille, en el norte de Francia. La abadía data del siglo VII. En 1174 el abad decretó que las villas de Maroilles y tres más elaboraran queso para él, fijando el 24 de junio como día de fabricación del queso y el 1º de octubre como el de la entrega. Los abades mejoraron el ganado para adecuarlo al clima y a los requerimientos de la producción quesera. El queso se hizo rápidamente famoso por toda la región y era el favorito de varios reyes franceses, entre ellos Felipe II, Luis IX, Carlos VI y Francisco I.

## Elaboración
Se hace tanto con leche pasteurizada como no pasteurizada. La cuajada es moldeada y salada antes de ser apartada de su molde y colocada en una zona ventilada para secar durante alrededor de 10 días, tiempo durante el cual se desarrolla una cubierta ligera de bacterias. El queso es entonces frotado y lavado y guardado en bodega durante al menos cinco semanas, pues el queso puede consumirse joven, cuando aún es calcáreo en el centro y con corteza amarga; no es infrecuente, sin embargo, que se tenga durante períodos de cuatro meses. Durante este tiempo, el queso se gira y frota regularmente con lo que la corteza cambia de color de amarillo a naranja y finalmente rojo. Este proceso es muy importante, puesto que el continuo girar del queso favorece el desarrollo de la bacteria que forma la corteza. 
En 2005 se hicieron 2.126 toneladas de las que alrededor del 6% se hicieron por 10 productores fermier, siendo el resto obra de tres productores industriel.

## Características
El queso acabado tiene un mínimo del 45% de materia grasa. Se vende en bloques rectangulares individuales con una corteza lavada de color naranja-rojizo. En su forma producida masivamente tiene alrededor de 13 centímetros de lado y 6 centímetros de alto. Además, según las normas de la AOC, los quesos aptos para el estatus de AOC tienen que tener uno de estos tres tamaños:
- Sorbais - (3/4) 12-12,5 cm lado, 4 cm alto, peso de 550 g. Maduración al menos 4 semanas.
- Mignon - (1/2) 11-11,5 cm lado, 3 cm alto, peso 350 g. Maduración al menos 3 semanas.
- Quart - (1/4) 8-8,5 cm lado, 3 cm alto, peso 180 g. Maduración al menos 2 semanas.

La textura es semisuave. La pasta resulta blanda y aceitosa. Desprende un fuerte olor como de fruta fermentada. El sabor es frutal y ahumado. 
Los mejores períodos para hacerlo son mayo-junio y septiembre-octubre. Se recomienda tomarlo con un vino Châteauneuf-du-Pape. 

## Quesos parecidos
Varios quesos menos comunes se hacen en el norte de Francia usando métodos muy similares y a menudo se les menciona entre la "familia de los maroilles". Varían según la forma y el tamaño, pero todos ellos tienen en común la corteza lavada de color rojizo, sin moho. Son quesos pegajosos y ligeramente salados, parecidos: el Pont-l'Évêque y el Livarot (Queso)livarot. Pueden citarse:
- Avesnes. Tiene un peso de 200 gramos. Está enriquecido con hierbas, clavo y pimienta. Se le da forma y se cubre con paprika.
- Baguette Laonnaise. Hecho en la región de Picardía, departamento de Aisne, ciudad industrial de Laon. Tiene un 45 % de materia grasa. Se hace en forma de barra o de ladrillo, incluso redondo. Madura a lo largo de dos meses. Su textura es suave, con una pasta elástica y densa. Conforme va madurando, el queso desarrolla un sabor muy picante, especiado, y un final que recuerda a la granja. Se recomienda tomarlo con Coteaux Champenois y Bouzy.
- Boulette d'Avesnes. Hecho en la región Norte-Paso de Calais, departamento de Paso de Calais, ciudad de Avesnes. Es un queso fresco con forma de cono. Se caracteriza por su textura especiada. Suave, sabor muy ácido. Inicialmente se hacía con el suero de leche que sobraba de la elaboración del queso o la mantequilla, amasando a mano la cuajada y mezclándola con perejil, pimienta o paprika. Se recomienda tomarlo con un Borgoña Passetoutgrains.
- Boulette de Cambrai. Hecho en la región Norte-Paso de Calais, departamento Norte. Es un queso fresco.
- Cœur d'Arras. Hecho en la región Norte-Paso de Calais, departamento de Paso de Calais, ciudad de Arras.
- Cœur d'Avesnes. Hecho en la región de Picardía, departamento de Aisne, ciudad de Avesnes. Es un queso fundido.
- Dauphin. Hecho en la región Norte-Paso de Calais, departamento del Norte. Se elabora con leche de cabra. Tiene un 45 % de materia grasa. Es como el Avesnes, pero en forma de delfín, como su nombre indica. Se hace con un Maroilles sazonado con perejil, estragón y pimienta. Madura durante 2-4 meses. La pasta es muy suave y ligeramente pegajosa. Este queso tiene un sabor especiado con olor a levadura. Se recomienda tomarlo con un vino Cotes du Rhone.
- Gris de Lille. Hecho en la región Norte-Paso de Calais, departamento de Paso de Calais. Tiene un 45% de materia grasa. Se empapa en salmuera durante tres meses. Tiene un sabor salado y fuerte. También se lo conoce como Puant de Lille o Puant Macere. Cuanto más madura, más fuerte es y más al gusto del consumidor local. Su forma es cuadrada, con una corteza pegajosa de color gris rosado. La pasta es suave, ligeramente elástica. Se parece al Maroilles, pero el proceso de maduración es diferente. Marida bien con champán.
- Guerbigny. Hecho en la región de Picardía, en la localidad del mismo nombre, Guerbigny. Tiene un 45% de materia grasa. Madura durante 5 semanas. Tiene forma de corazón. Su textura resulta suave. Desprende un olor fuerte. El sabor es pegajoso. Se recomienda tomarlo con un vino Sancerre Coteaux Champenois.
- Rollot. Se hace en Picardía, siendo originario del pueblo de Rollot, en el Somme. Peso medio de 300 g. Forma de corazón.

## Denominación de origen
A nivel nacional, en Francia, el Maroilles es reconocido como appellation d'origine contrôlée (AOC) desde 1955, luego confirmada por los decretos de 1976 y del 29 de diciembre de 1986. Desde 1996, es una denominación de origen protegida (PDO) ante la Unión Europea. A nivel internacional, cuenta con registro como denominación de origen, conforme al Sistema de Lisboa, ante la Organización Mundial de la Propiedad Intelectual, desde el 20 de diciembre de 1967.